# Юстас Палецкіс
Юстас Палецкіс (лит. Justas Paleckis; 22 січня 1899, Тельшяй, Ковенська губернія, Російська імперія (нині — Литва) — 26 січня 1980, Вільнюс, Литовська РСР, СРСР) — литовський журналіст, письменник; радянський державний та громадський діяч. Кандидат у члени ЦК КПРС у 1952—1971 роках. Депутат Верховної Ради СРСР 1—8-го скликань.

## Життєпис
Народився в родині коваля.
З 1915 — робітник, потім службовець в Ризі, з 1922 — учитель. Був засновником та редактором литовської газети, що виходила в Ризі. Співпрацював у періодичних виданнях Литви. Працював директором литовського телеграфного агентства «ELTA», після військового перевороту був звільнений у травні 1927.
Навчався в каунаському Литовському університеті (1926–1928), працював журналістом.
У 1931 встановив зв'язки з підпільною компартією Литви, в 1937 обраний членом Антифашистського комітету Каунаса, в 1939 арештований та поміщений у концтабір.
Після окупації Литви Радянським Союзом 15 червня 1940 був головою маріонеткового Народного уряду з 17 червня до 24 червня, вступив у компартію.
Після сфальсифікованих радянською окупаційною владою виборів до Народного сейму, що проголосив утворення Литовської РСР, з серпня 1940 по квітень 1967 — голова Президії Верховної Ради Литовської РСР. З початком Німецько-радянської війни був евакуйований.
У 1941–1966 — заступник голови Президії Верховної Ради СРСР.
З 1955 — представник у Раді Міжпарламентського союзу, в 1966–1970 — перший заступник голови Парламентської групи СРСР.
Делегат XIX, XX, XXI, XXII, XXIII з'їздів КПРС, на яких обирався кандидатом в члени ЦК.
У 1940–1966 — член ЦК і Бюро ЦК КП Литви. Депутат Верховної ради СРСР скликань з 1-о по 8-е.
У 1966–1970 — Голова Ради Національностей Верховної Ради СРСР. З 1970 — пенсіонер.

## Смерть
Помер у Вільнюсі. Похований на цвинтарі Антакалніо.

## Сім'я
Дружина — Геновайте Палецкене. П'ятеро дітей — сини Вільнюс Палецкіс, Юстас Вінцас Палецкис, дочки Сігіта, Герута, Віта. Десять онуків.

## Літературна діяльність
Друкувався з 1919. Автор багатьох збірок віршів, нарисів, оповідань, спогадів, документального роману «Останній цар» (1937–1938), перекладів творів латиських письменників на литовську мову, публіцистичних книг і брошур. Твори перекладалися на німецьку, польську, російську, українську мови.

## Нагороди та звання
- Герой Соціалістичної Праці (1969)
- 6 орденів Леніна
- Орден Вітчизняної війни 1-о ступеня
- Орден Дружби народів
- Медалі

## Твори
- Dienų nelaisvėj. Eilėraščiai ir vertimai. Kaunas, 1932.
- Paskutinis caras. Beletristine istorija.T. 1 — 3, Kaunas, 1937—1938
- Latvija. Kaunas, 1938.
- Gyvenimo vardu. Vilnius, 1961.
- Žingsniai smė ly. 1926 metai. Vilnius. 1968.
- Kelionių knyga. Vilnius, 1969.
- Tūkstantis žingsnelių (Eilėraščiai). Vilnius, 1970.
- Радянська Литва. Історико-географічний нарис, Москва, 1949.
- Відродження. Вірші. Москва, 1958.
- Здрастуй, Радянська Литва! Вірші. Вільнюс, 1960.
- На життєвому шляху. Вірші. Москва, 1969.
- Життя починається. Спогади, розповіді, нариси. Москва, 1970.
- У двох світах. Москва, 1974.
- Книга подорожей. Москва, 1975.